# تعريف البرمجيات الحرة
تعريف البرمجيات الحرة (FSD)، عُرف بواسطة ريتشارد ستالمان ونُشرت من قبل مؤسسة البرمجيات الحرة (FSF)، عرف البرمجيات الحُرة بأنها البرمجيات التي تضمن أن المستخدمين النهائين لديهم الحرية في استخدام ودراسة وتبادل وتعديل هذا البرنامج، يتم استخدام مصطلح«مطلق الحرية» بمعنى «حرية التعبير» وليس «مجانا». وكان أول تعريف تم نشره كان في إصدار فبراير ١٩٨٦ من نشرة جنو التي توقفت الآن من قبل مؤسسة البرمجيات الحرة. المصدر الأساسي للوثيقة موجود في قسم الفلسفة في موقع مشروع غنو. اعتبارًا من نيسان/أبريل ٢٠٠٨، يتم نشرها هناك إلى ٣٩ لغة. وقامت مؤسسة البرمجيات الحرة بنشر قائمة التراخيص التي تفي بهذا الغرض.

## الحريات الأساسية الأربعة للبرمجيات الحرة
وكان التعريف الذي نشرته مؤسسة (FSF) في شباط/فبراير ١٩٨٦ يحتوي على نقطتان:
كلمة «حر» هنا لا تشير إلى السعر؛ بل تشير إلى الحرية. أولًا، حرية نسخ البرنامج وإعادة نشره إلى الجيران حتى يتمكنوا من استخدامه وكذلك أنت. ثانيا، حرية تغيير البرنامج، بحيث يمكنك التحكم فيه بدلا من التحكم بك. لهذا يجب توفير التعليمات البرمجية المصدرة لك.
في عام ١٩٩٦، عندما تم إطلاق موقع gnu.org، تم تعريف «البرمجيات الحرة» في إشارة إلى «ثلاثة مستويات من الحرية» بإضافة إشارة صريحة إلى حرية دراسة البرنامج (والتي يمكن قراءتها في تعريف النقطتين كجزء من حرية تغيير البرنامج). تجنب ستالمان في وقت لاحق كلمة «مستويات»، قائلا إن هناك حاجة إلى جميع الحريات، لذلك فمن المضلل التفكير من حيث المستويات.
وأخيرا، تمت إضافة حرية أخرى، لتقول صراحة أنه يجب أن يكون المستخدمون قادرين على تشغيل البرنامج. الحريات القائمة كانت بالفعل مرقم من واحد إلى ثلاثة، ولكن هذه الحرية يجب أن تأتي قبل الآخرين، لذلك أٌضيفت إلى «الحرية صفر».
يٌعرف التعريف الحديث البرمجيات الحرة من خلال ما إذا كان المتلقي لديه الحريات الأربع التالية:
- حرية تشغيل البرنامج كما يحلو لك، لأي غرض (الحرية 0).
- حرية دراسة كيفية عمل البرنامج، وتغييره بحيث يقوم بالحوسبة الخاصة بك كما يحلو لك (الحرية 1). الوصول إلى التعليمات البرمجية شرط أساسي.
- حرية إعادة توزيع النسخ حتى تتمكن من مساعدة جارك (الحرية 2).
- حرية توزيع نسخ من نسخك المعدلة على الآخرين (الحرية 3). من خلال القيام بذلك يمكنك إعطاء المجتمع بأكمله فرصة للاستفادة من التغييرات الخاصة بك. الوصول إلى التعليمات البرمجية المصدر شرط مسبق لهذا.

تتطلب الحريتان 1 و 3 شفرة المصدر لتكون متاحة لأن دراسة وتعديل البرمجيات دون شفرة المصدر غير عملية للغاية

## تعريفات لاحقة
في يوليو ١٩٩٧، نشر بروس بيرينز إرشادات دبيان للبرامج الحرة. كما استخدمت مبادرة المصدر المفتوح (OSI) تعريفاً يستند إلى DFSG تحت اسم «تعريف المصدر المفتوح».

## مقارنة مع تعريف المصدر المفتوح
وعلى الرغم من الاختلافات الفلسفية بين حركة البرمجيات الحرة وحركة البرمجيات مفتوحة المصدر، فإن التعاريف الرسمية للبرمجيات الحرة من جانب صندوق البرمجيات الحرة والبرمجيات مفتوحة المصدر التي يقوم بها التفتيش الموقعي تشير أساسا إلى تراخيص البرمجيات نفسها، مع استثناءات ضئيلة جدًا. بينما تشدد مؤسسة البرمجيات الحرة على الاختلافات الفلسفية، فإنها تعلق على ما يلي:
يستخدم بعض الناس مصطلح «المصدر المفتوح» ليعني إلى حد ما نفس فئة البرمجيات الحرة. وهي ليست بالضبط نفس الفئة من البرمجيات: فهم يقبلون بعض التراخيص التي نعتبرها تقييدية للغاية، وهناك تراخيص برمجيات حرة لم يقبلوها بعد. ومع ذلك، فإن الاختلافات في توسيع الفئة صغيرة: جميع البرامج المجانية تقريبا مفتوحة المصدر، وجميع برامج المصدر المفتوح تقريبا مجانية.
- مؤسسة البرمجيات الحُرة

## روابط خارجية
- تعريف البرمجيات الحُرة